# NGC 191
NGC 191 je galaksija u zviježđu Kit.

## Vanjske poveznice
- SEDS: NGC 0191